# Synaldis kitweensis
Synaldis kitweensis är en stekelart som beskrevs av Fischer 2006. Synaldis kitweensis ingår i släktet Synaldis och familjen bracksteklar. Inga underarter finns listade i Catalogue of Life.